# Terremoto de Valparaíso de 2017
El terremoto de Valparaíso de abril de 2017 fue un fuerte movimiento telúrico que sacudió principalmente a las ciudades de Valparaíso y Santiago el lunes 24 de abril de 2017 a las 18:38 hora local. Su epicentro se localizó frente a las costas de la Región de Valparaíso y tuvo una magnitud de 6.9 Mw. En la escala de Mercalli, el sismo alcanzó una intensidad VII.
Antes de este evento sísmico se registró un inusual incremento de la actividad sísmica (enjambre sísmico) que comenzó el sábado 22 de abril y hasta antes del evento de magnitud 6.9 se habían registrado más de 180 sismos (sismos precursores), siendo uno de los más fuertes aquel de magnitud 6.0 de la noche del 22 de abril de 2017. 
Posteriormente a este evento se han registrado más de 600 réplicas, incluyendo varios sismos de magnitud mayor a 5.0 y dos sismos de magnitud 5.8 y 6.0 en escala de magnitud de momento ocurrido el viernes 28 de abril de 2017 a las 12:30 y 13:05 hora local respectivamente.

## Intensidades
El terremoto se sintió ampliamente en toda la zona central de Chile desde la Conurbación La Serena-Coquimbo hasta el Gran Concepción siendo con mayor fuerza en Valparaíso y su área conurbada además de la capital, de igual modo también se percibió en al menos dos provincias de Argentina.
Intensidades del terremoto en la escala de Mercalli en Chile según la Oficina Nacional de Emergencia del Ministerio del Interior (Onemi).
| Localidad        | Región        | Intensidad |
| ---------------- | ------------- | ---------- |
| Andacollo        | Coquimbo      | IV         |
| Canela           | Coquimbo      | V          |
| Combarbalá       | Coquimbo      | V          |
| Illapel          | Coquimbo      | V          |
| Gran La Serena   | Coquimbo      | V          |
| Los Vilos        | Coquimbo      | V          |
| Monte Patria     | Coquimbo      | V          |
| Ovalle           | Coquimbo      | V          |
| Paihuano         | Coquimbo      | III        |
| Punitaqui        | Coquimbo      | V          |
| Río Hurtado      | Coquimbo      | IV         |
| Gran San Antonio | Valparaíso    | VII        |
| Puchuncaví       | Valparaíso    | VII        |
| Gran Quillota    | Valparaíso    | VI         |
| Gran Valparaíso  | Valparaíso    | VII        |
| Colina           | Metropolitana | VI         |
| Melipilla        | Metropolitana | VI         |
| Puente Alto      | Metropolitana | VI         |
| San Bernardo     | Metropolitana | V          |
| Santiago         | Metropolitana | VI         |
| Talagante        | Metropolitana | VI         |
| Litueche         | O'Higgins     | IV         |
| Navidad          | O'Higgins     | VII        |
| Paredones        | O'Higgins     | IV         |
| Pichilemu        | O'Higgins     | IV         |
| Gran Rancagua    | O'Higgins     | VI         |
| San Fernando     | O'Higgins     | V          |
| Santa Cruz       | O'Higgins     | IV         |
| Cauquenes        | Maule         | V          |
| Constitución     | Maule         | IV         |
| Curicó           | Maule         | IV         |
| Linares          | Maule         | III        |
| Sagrada Familia  | Maule         | IV         |
| Talca            | Maule         | IV         |
| Cabrero          | Biobío        | III        |
| Gran Concepción  | Biobío        | IV         |

Intensidades del terremoto en la escala de Mercalli en Argentina según el INPRES.
| Localidad         | Provincia | Intensidad |
| ----------------- | --------- | ---------- |
| San Juan (ciudad) | San Juan  | IV         |
| Mendoza (ciudad)  | Mendoza   | IV         |

## Sismos precursores
El primer sismo precursor se registró a las 19:46 (hora local) de 22 de abril, y tuvo una magnitud de 4.8 Mw, con epicentro a 32 kilómetros al oeste de Valparaíso y a 27,6 kilómetros de profundidad.
| Fecha               | Hora local | Ubicación                | Coordenadas      | Prof. | ML o Mw | MMI | Fuente. |
| ------------------- | ---------- | ------------------------ | ---------------- | ----- | ------- | --- | ------- |
| 22 de abril de 2017 | 23:36:07   | 30 km al O de Valparaíso | 33.02S, 71.95W   | 20 km | 6.0 Mw  | VI  | EMSC.   |
| 22 de abril de 2017 | 23:43:18   | 30 km al O de Valparaíso | 33.01S, 71.95W   | 20 km | 5.0 Mw  | IV  | EMSC.   |
| 23 de abril de 2017 | 19:40:09   | 48 km al O de Valparaíso | 33.044S, 72.148W | 16 km | 5.6 Mw  | IV  | USGS.   |

## Réplicas
Posterior al terremoto se registraron más de 600 réplicas, la mayor tuvo una magnitud de 6.0 Mw, con epicentro a 14 kilómetros al sur de Valparaíso y a 25,5 kilómetros de profundidad.
| Fecha               | Hora local | Ubicación                  | Coordenadas      | Prof.   | ML, Mw o Mb | MMI | Fuente. |
| ------------------- | ---------- | -------------------------- | ---------------- | ------- | ----------- | --- | ------- |
| 24 de abril de 2017 | 18:45:58   | 121 km al NO de Valparaíso | 32.416S, 72.662W | 25,9 km | 5.5 ML      | ?   | GUC.    |
| 24 de abril de 2017 | 18:46:04   | 39 km al O de Valparaíso   | 32.972S, 72.037W | 22,1 km | 5.0 Mb      | VI  | USGS.   |
| 24 de abril de 2017 | 18:46:25   | 33 km al ONO de Valparaíso | 32.915S, 71.955W | 10 km   | 5.4 Mb      | VI  | USGS.   |
| 24 de abril de 2017 | 18:58:30   | 45 km al OSO de Valparaíso | 33.138S, 72.097W | 10 km   | 5.1 Mb      | VI  | USGS.   |
| 24 de abril de 2017 | 22:43:03   | 46 km al O de Valparaíso   | 33.161S, 72.093W | 23,9 km | 5.2 Mw      | IV  | GUC.    |
| 27 de abril de 2017 | 02:09:22   | 43 km al SO de Valparaíso  | 33.292S, 71.979W | 20,1 km | 5.0 Mb      | VI  | USGS.   |
| 28 de abril de 2017 | 12:30:05   | 41 km al SO de Valparaíso  | 33.247S, 71.997W | 20,4 km | 5.9 Mb      | V   | USGS.   |
| 28 de abril de 2017 | 12:33:28   | 47 km al SO de Valparaíso  | 33.30S, 72.02W   | 20 km   | 5.1 Mb      | VI  | EMSC.   |
| 28 de abril de 2017 | 12:49:40   | 26 km al SO de Valparaíso  | 33.189S, 71.854W | 10 km   | 5.2 Mb      | V   | USGS.   |
| 28 de abril de 2017 | 12:58:33   | 44 km al SO de Valparaíso  | 33.24S, 72.04W   | 15 km   | 5.4 Mw      | IV  | EMSC.   |
| 28 de abril de 2017 | 13:05:57   | 14 km al S de Valparaíso   | 33.169S, 71.661W | 25,5 km | 6.0 Mw      | VI  | GUC.    |
| 28 de abril de 2017 | 14:41:49   | 40 km al SO de Valparaíso  | 33.273S, 71.967W | 18,4 km | 5.3 Mw      | V   | USGS.   |
| 28 de abril de 2017 | 22:46:02   | 34 km al SO de Valparaíso  | 33.222S, 71.924W | 15,7 km | 5.0 Mb      | V   | USGS.   |
| 13 de mayo de 2017  | 13:54:47   | 30 km al O de Valparaíso   | 32.95S, 71.93W   | 30 km   | 5.3 Mb      | IV  | EMSC.   |

## Magnitud del terremoto

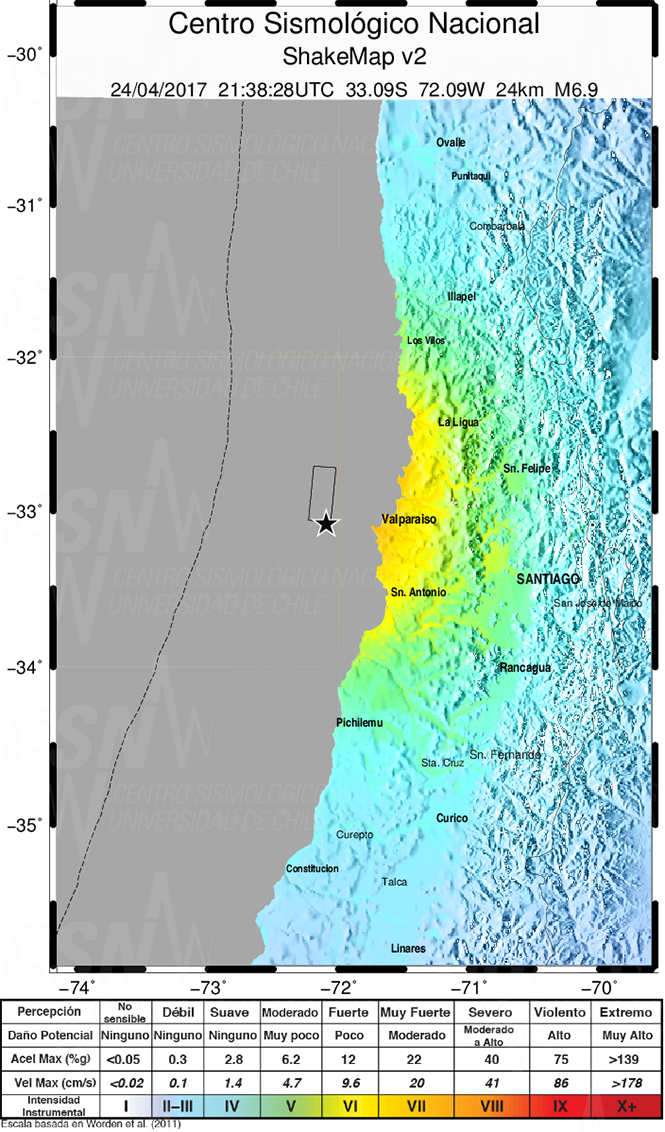
Ruptura del terremoto frente a las costas de Valparaíso.

Esta lista incluye información del terremoto, las cuales fueron medidas por distintas instituciones de sismológia a nivel mundial.
| Fecha               | Hora local | Hora UTC | Región                                 | Coordenadas      | Profundidad | Magnitud (Mw) | Fuente. |
| ------------------- | ---------- | -------- | -------------------------------------- | ---------------- | ----------- | ------------- | ------- |
| 24 de abril de 2017 | 18:38:28   | 21:38:28 | costa afuera de Valparaíso, Chile      | 33.085S, 72.094W | 24,8 km     | 6.9 Mw        | GUC.    |
| 24 de abril de 2017 | 18:38:27   | 21:38:27 | costa afuera de Valparaíso, Chile      | 33.03S, 71.85W   | 10 km       | 6.9 Mw        | EMSC.   |
| 24 de abril de 2017 | 18:38:26   | 21:38:26 | costa afuera de Valparaíso, Chile      | 33.073S, 71.051W | 25 km       | 6.9 Mw        | USGS.   |
| 24 de abril de 2017 | 18:38:21   | 21:38:21 | costa afuera de Valparaíso, Chile      | 33.072S, 72.298W | 14 km       | 6.6           | INPRES. |
| 24 de abril de 2017 | 18:38:29   | 21:38:29 | cerca de la costa de Valparaíso, Chile | 33.02S, 71.86W   | 20 km       | 6.8 Mw        | GFZ.    |
| 24 de abril de 2017 | 18:38:25   | 21:38:25 | costa afuera de Valparaíso, Chile      | 32.98S, 71.92W   | 10 km       | 6.7 Mw        | INGV.   |
| 24 de abril de 2017 | 18:38:26   | 21:38:26 | cerca de la costa de Valparaíso, Chile | 33.95S, 71.80W   | 20 km       | 6.9 Mw        | USP.    |
| 24 de abril de 2017 | 18:38:26   | 21:38:26 | costa afuera de Valparaíso, Chile      | 33.073S, 72.051W | 25 km       | 6.9 Mw        | AUST.   |
| 24 de abril de 2017 | 18:38:25   | 21:38:25 | fuera de la costa de Valparaíso, Chile | 33.056S, 72.042W | 19 km       | 6.9 Mw        | IPGP.   |

## Tsunami

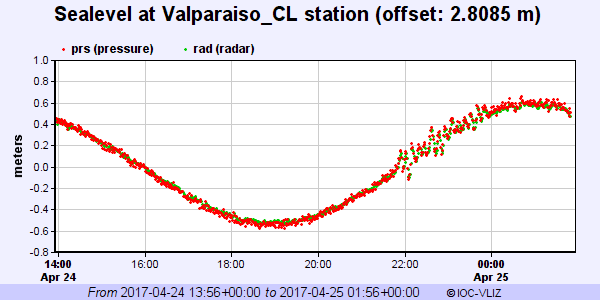
Tsunami registrado por las Boyas en la costa de Valparaíso.

La ONEMI declaró una alerta preventiva de tsunami para las costas de las regiones de Valparaíso y O'Higgins. A los minutos después el Servicio Nacional de Maremotos de Chile (SNAM) dependiente del Servicio Hidrográfico y Oceanográfico de la Armada de Chile (SHOA) descartó la probabilidad de un tsunami en las costas de Chile. Sin embargo el tsunami si fue generado, según el Centro de Alerta de Tsunamis del Pacífico (PTWC, por sus siglas en inglés) las alturas máximas fueron; 16 cm en la ciudad de Valparaíso y 10 cm en la comuna de Quintero.
Durante la situación se registró la caída de objetos en viviendas, derrumbes en cerros. El Aeropuerto Internacional Arturo Merino Benítez o Aeropuerto Internacional de Santiago sufrió daños leves en pisos y techos. Un automóvil fue golpeado por una roca que caía en un camino de servicio cerca de una carretera.[cita requerida]